# Gernewitz
Gernewitz is een  dorp in de Duitse gemeente Stadtroda in het Saale-Holzland-Kreis in Thüringen. Het dorp wordt voor het eerst genoemd in 1252. Tot 1994 was het een zelfstandige gemeente. 
Bollberg · Dorna · Hainbücht · Gernewitz · Podelsatz · Stadtroda · Quirla